# Жан-Мішель Ола
Жан-Міше́ль Ола́с (фр. Jean-Michel Aulas; нар. 22 березня 1949, Л'Арбрель) — французький бізнесмен, засновник та головний виконавчий директор Cegid (Cqmpagnie Europeenne de Gestion par I'lnformatique Decentralisee — Європейська Компанія Децентралізованої Інформатики), з 1987 року власник і голова французького футбольного клубу «Олімпік Ліон».
Олас в даний час є членом ради асоціації європейських клубів — спортивної організації, що представляє інтереси футбольних клубів на європейському рівні. Він був останнім президентом нині не існуючої організації, G-14.

## Олімпік Ліон
15 червня 1987 року, Олас взяв під свій контроль «Олімпік Ліон». Його амбітний план під назвою ОЛ — Європа, був розроблений для розвитку клубу на європейському рівні, а також щоб вивести клуб назад в перший дивізіон у строки не більше чотирьох років. Після позбавлення клубу від боргів, новий власник повністю змінив структуру клубу, він почав керувати ним, як компанією з великим потенціалом. «Ліон» перетворився з середньої команди першого дивізіону в один з найбагатших футбольних клубів світу. Під керівництвом Оласа «Ліон» виграв свій перший чемпіонат в Лізі 1 в 2002 році, після цього клуб ще шість разів поспіль ставав чемпіоном країни, що є рекордом для Франції. Ліон виграв по одному разу Кубок Франції і Кубок Ліги, а також рекордні шість суперкубків. При президентстві Оласа клуб з'являвся в Лізі чемпіонів УЄФА одинадцять разів, а в сезонах 2009/10 та 2019/20 «Ліон» вийшов в півфінал.
Після становлення «Ліона» одним з лідерів французького футболу, Олас прийняв стратегію, що дозволила клубу придбати топ — гравців інших клубів у Лізі 1. Після цього Олас почав продавати лідерів свого клубу. Виручка від продажу футболістів за останні п'ять років перевалила за 250 мільйонів євро. Клуб в даний час працює на європейській фондовій біржі під ім'ям OL Groupe.
У квітні 2008 року журнал Forbes поставив «Ліон» на 13-е місце в списку найцінніших футбольних клубів в світі. Журнал оцінив вартість клубу $ 408 млн(€ 275.6 млн.), за винятком заборгованості. Згідно Deloitte, дохід «Ліона» в 2009 році склав 155 700 000 €, а в самому списку Ліон зайняв 12-е місце.